# Watanabe Productions
Watanabe Productions Co., Ltd. (株式会社渡辺プロダクション, Kabushiki-gaisha Watanabe Purodakushon) est une société de gestion multimédia japonaise spécialisée dans les enregistrements, films, télévision, édition musicale et gestion d'artistes.

## Clients talent
- Yukiko Iwai, ancien membre de Onyanko Club
- Sonoko Kawai, ancien membre de Onyanko Club

## Filiales du Groupe
- Watanabe Entertainment Co., Ltd.
- Watanabe Music Publishing Co., Ltd.
- Watanabe Kikaku Co., Ltd.
- Izawa Office Co., Ltd.
- Iwappara Ski Resort
- The Works Co., Ltd.
- Sound City Co., Ltd.
- Watanabe Enterprise Co., Ltd.
- Mates Co., Ltd.
- Mania Mania Inc.
- Top Coat Co., Ltd.
- Watanabe Music Culture Forum Foundation